# Lennie Tristano

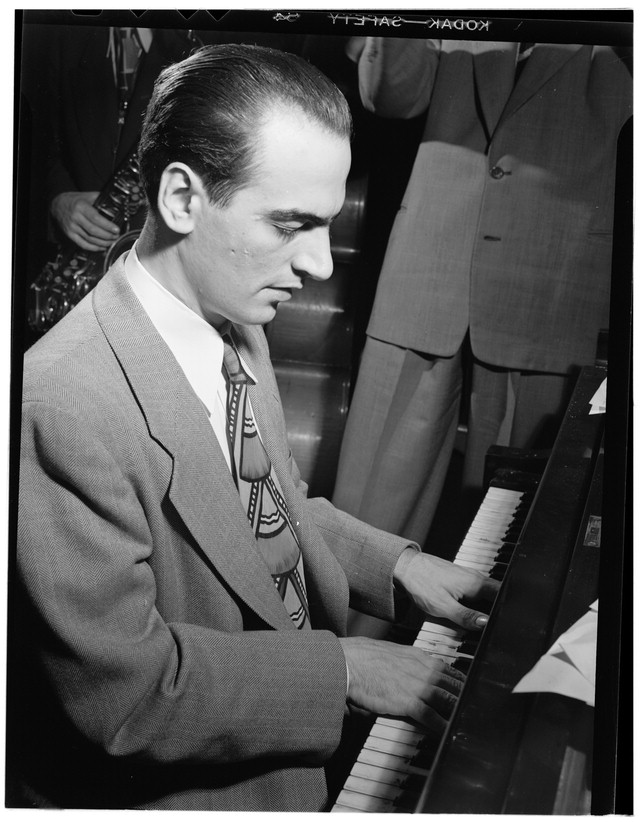
Lennie Tristano, ca. 1947.
Fotografie von William P. Gottlieb.

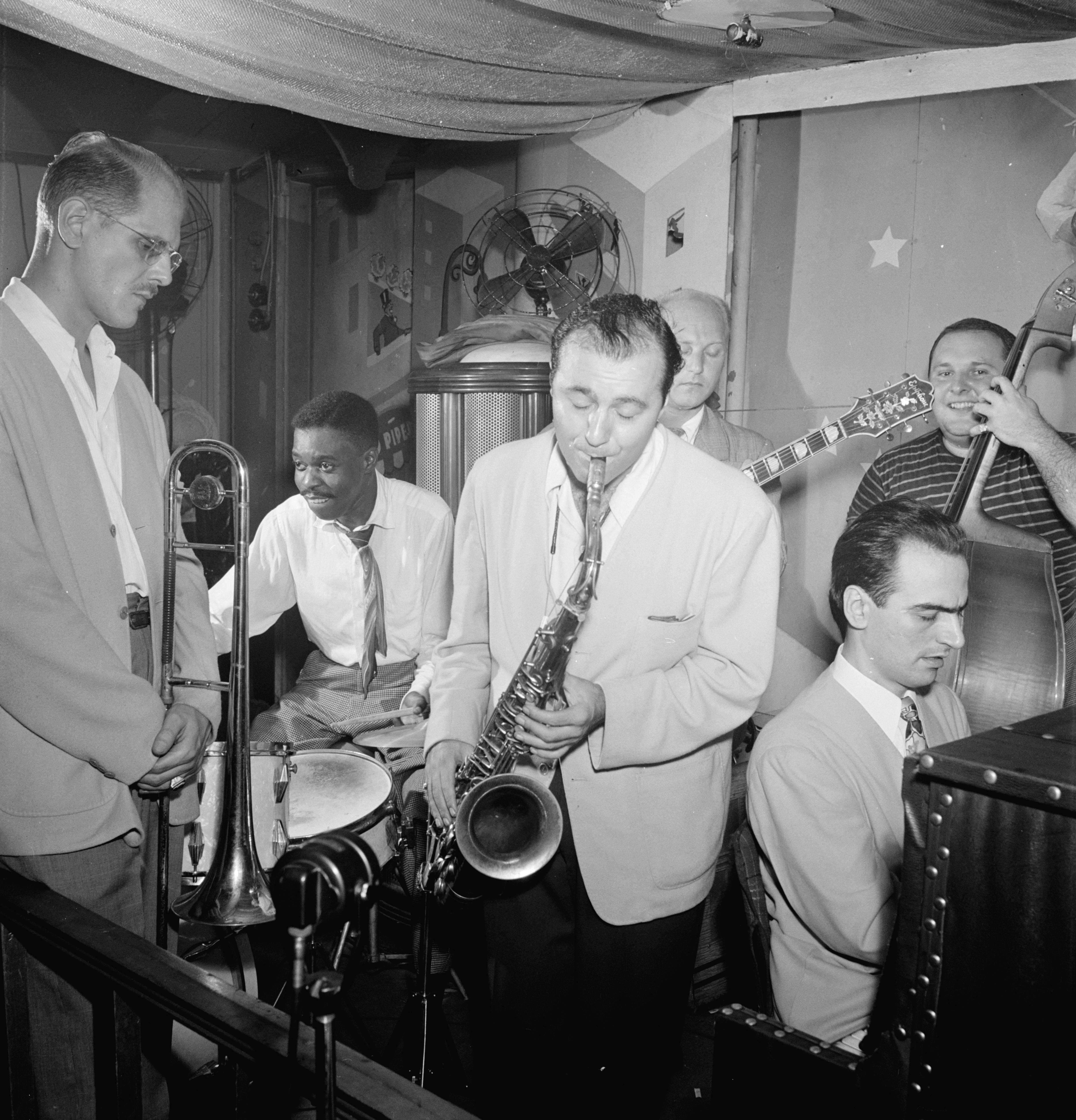
Bill Harris, Denzil Best, Flip Phillips, Billy Bauer, Lennie Tristano, Chubby Jackson, ca. September 1947.
Fotografie von William P. Gottlieb.

Leonard Joseph „Lennie“ Tristano (* 19. März 1919 in Chicago, Illinois; † 18. November 1978 in New York) war ein US-amerikanischer Jazzmusiker, Pianist und Multiinstrumentalist, Arrangeur, Komponist und Musikpädagoge. Er wird den Stilrichtungen Bebop, Cool Jazz und Modal Jazz bis zur Vorwegnahme des klassischen Free Jazz der 1960er zugeordnet.

## Leben
Tristano war zweites von vier Kindern italienischer Einwanderer. Er begann bereits als Vierjähriger mit dem Klavierspiel, anfangs unterrichtet von seiner Mutter, die nebenberuflich Opernsängerin und Pianistin war. Als Folge der grassierenden Spanischen Grippe war sein Sehvermögen stark geschwächt; mit zehn Jahren war er völlig blind. 1928 bis 1938 besuchte er in Chicago eine Schule für Blinde, wo er außerdem Musiktheorie, Cello, Klarinette und Tenorsaxophon lernte; anschließend besuchte er bis zu seinem Abschluss 1943 das American Conservatory of Music, wo er eine vorwiegend klassische Ausbildung erhielt. Vor allem widmete er sich Bach. Nebenbei spielte er in Chicago Jazz und begann nach seinem Abschluss zu unterrichten. Zu seinen ersten Schülern zählten Lee Konitz und der Komponist Bill Russo.
1946 übersiedelte er nach New York und gründete eigene Combos (Trio bis Sextett), denen insbesondere der Gitarrist Billy Bauer und der Tenorsaxophonist Warne Marsh (der ab 1948 bei ihm studierte) angehörten. Ein weiterer wichtiger Mitspieler war der Altsaxophonist Lee Konitz aus dem Claude Thornhill Orchestra, der damals auch bei Gil Evans und Miles Davis mitspielte. Außerdem spielte er mit Musikern wie Charlie Parker und Dizzy Gillespie. Er erregte so viel Aufmerksamkeit, dass er vom Metronome 1947 zum Musiker des Jahres gewählt wurde (der Metronome-Journalist Barry Ulanov war einer seiner eifrigsten Fürsprecher). Tristano ist mit seiner Gruppe in dieser Zeit neben Evans und Davis mit Gerry Mulligan, John Lewis einer der wesentlichen Schöpfer des aus dem Bebop abzweigenden Cool Jazz. Zu seinen markanten Stücken zählen die im Mai 1949 eingespielten Improvisationen Digression und Intuition auf dem Album Crosscurrents mit Konitz, Marsh, Bauer, Arnold Fishkin (b), Harold Granowsky bzw. Denzil Best (beide dr); den Stellenwert zweier weiterer, in der gleichen Aufnahmesitzung eingespielten Stücke mit freien Improvisationen hat Produzent Pete Rugolo nicht erkannt (die Aufnahmen wurden nicht archiviert).
Tristanos Stil ist besonders hinsichtlich seiner Art interessant, bis zu drei unabhängige Taktarten zu spielen und ineinander zu verweben. 1951 gründete er in New York eine Jazzschule, die erste ihrer Art, bei der u. a. seine Schüler Bauer, Konitz, Marsh und der Pianist Sal Mosca unterrichteten. 1955 entstanden die legendären Titel Requiem, Line Up und Turkish Mambo sowie Live-Aufnahmen mit Lee Konitz, die dann auf seinem Debütalbum Lennie Tristano auf Atlantic erschienen.
Sessions und Aufnahmen wurden ab 1956 selten. Tristano konzentrierte sich aufs Unterrichten und trat nur gelegentlich im Half Note-Jazzclub auf. Auf Descent into the Maelstrom setzt er seine Experimente mit Overdubs-Techniken fort. 1965 tourte Tristano ein Mal durch Europa; 1968 hatte er seinen letzten öffentlichen Auftritt in den USA. Er unterrichtete weiter bis zu seinem Tod 1978.
Zwei der Kinder Lennie Tristanos aus der zweiten Ehe mit Carol Miller, die Schlagzeugerin Carol Tristano (* um 1963) und der Gitarrist Bud Tristano (* 1959), pflegen sein musikalisches Erbe.

## Tristano-Schule des frühen Modern Jazz
Tristano unterrichtete zunächst bei sich zu Hause und eröffnete später eine Schule in der 317 East 32nd Street, New York. 1956 schloss er die Schule und unterrichtete von Long Island aus.
Seine Methoden beinhalteten vor allem die Auseinandersetzung mit dem Barock, insbesondere mit Johann Sebastian Bach. Als seine Vorbilder im Jazz gelten Louis Armstrong, Earl Hines, Roy Eldridge, Lester Young, Charlie Christian, Charlie Parker und Bud Powell. Die Soli dieser (im Grunde sehr begrenzten) Auswahl von Musikern wurden von Aufnahmen transkribiert und nachgesungen, später nachgespielt. Wichtig ist generell, dass zunächst die Basis gründlich abgedeckt wurde: Bevor sich die Studenten mit dem Instrument befassten, mussten sie nicht nur alles singen können, sondern auch schwierige grundlegende rhythmische sowie polyrhythmische Übungen beherrschen. Daraufhin lernten sie die Stücke in allen Tonarten, sowohl in Dur als auch in Moll, und befassten sich detailliert mit den Harmonien und Strukturen jeden Akkordes. Letztendlich bezeichnet Tristano aber die Melodie als wichtigstes Element der Musik und der Improvisation.
Ein weiteres musikalisches Merkmal seiner Lehre regelte weitgehend die Rolle der Rhythmusgruppe in der Band; Schlagzeuger und Bassist fungierten im Grunde lediglich als „timekeeper“, sie sorgten für eine stabile Grundlage, die den Solisten ihre waghalsigen Verschiebungen und harmonischen Ausflüge erlaubten. Oft wurden die Tristano-Bands aufgrund dieser Gepflogenheit bei Publikum und Kritikern als zu wenig interaktiv und dynamisch empfunden. Wegen dieser als beherrscht, unterkühlt und intellektuell empfundenen Spielweise entstand auch der Begriff Cool Jazz.
Regelmäßig fanden in der Tristano-Schule Sessions statt. Tristano gab zahlreiche Konzerte zusammen mit seinen besten Studenten; auch Studioaufnahmen wurden gemacht. Dabei wurden die eingeübten Kompositionen, oft komplizierte Melodielinien über bekannte Standards, aufgeführt und aufgenommen, auch Inventionen von Bach (im Duo Marsh/Konitz) gehörten zum Programm. Für viele seiner Schüler, darunter Lee Konitz, Billy Bauer, Peter Ind, Lloyd Lifton und Warne Marsh war Lennie Tristano nicht nur Mentor, sondern auch eine Art Vaterfigur und „Rundum-Vorbild“. Manche Studenten studierten jahrzehntelang bei ihm, insbesondere Warne Marsh konnte sich – wenn überhaupt – über lange Zeit nicht von seinem Lehrer lösen. Weitere Tristano-Schüler waren Dick Scott, Bill Russo, Connie Crothers, Lenny Popkin, Sal Mosca, Sheila Jordan, Bill Evans, Fran Canisius, Betty Scott, Souren Baronian, John Doc Wilson Jeff Morton, Willie Dennis, Don Ferrara, Dave Liebman, Alan Broadbent und Rockgitarrist Joe Satriani.
Ebenfalls typisch für Lennie Tristano und seine Anhänger war das Bewusstmachen musikabler Hintergründe und Randbereiche der Musik. Der Kreis befasste sich mit der Psychoanalyse, z. B. mit Wissenschaftlern wie Sigmund Freud und Wilhelm Reich. Es wurde über das Einfließen von Empfindungen in die Musik diskutiert. Tristano war gegen jeden Kommerz, wetterte gegen Veranstalter und Cafébesitzer, die die Künstler ausbeuteten und sie dazu zwängen, sich entweder musikalisch anzupassen oder zu „verhungern“ („…either conform, comercially, or starve.“). Seiner Meinung nach durfte keine Kunstform durch die Forderungen der Gesellschaft an ihrer freien Entfaltung gehindert werden.

## Rezeption
Möglicherweise sah Lennie Tristano seine Methode als eine „weiße“ Herangehensweise an den Jazz. Besondere Faszination übten europäische Komponisten (Johann Sebastian Bach oder Béla Bartók) auf ihn aus. Sein bevorzugtes Repertoire enthielt kaum Blues, aber viele Stücke von weißen Musikern wie George Gershwin, Jerome Kern und Cole Porter. Tristanos Schüler Warne Marsh äußerte sich häufig zur Diskriminierung der weißen Musiker im Jazz, die er ständig erfahren musste. Viele vertraten in dieser Zeit die Meinung, dass Weiße nicht in der Lage seien, Jazz zu verstehen und zu spielen. Relativ selten kam es zum Zusammenspiel zwischen Tristano-Anhängern und afroamerikanischen Musikern. Einige Afroamerikaner, z. B. Charlie Parker und Max Roach, drückten dennoch ihre Bewunderung für Tristanos Stil aus und erschienen gelegentlich bei Sessions in dessen Schule.
Einen großen Einfluss übte Tristano allerdings auf Charles Mingus aus, der in seinen Jazzworkshops (ab 1953) mit vielen Tristano-Schülern (wie Teo Macero, John LaPorta) zusammenspielte und in seiner Probe- und Improvisationspraxis viel von ihm lernte. Mingus selbst studierte Anfang der 1950er Jahre bei Tristano.
Seine frühen Einspielungen I Can’t Get Started With You (1946) wurden in die Wireliste The Wire’s “100 Records That Set the World on Fire (While No One Was Listening)” aufgenommen.

## Diskografie
- Intuition (1946–52; Box 4 CD + Booklet 40 S.(en), compil. 2003 Proper/mcps)
- Complete Recordings of Charlie Parker with Lennie Tristano (1947–51, ed. 2006)
- Live at Birdland 1949 (Jazz Records 1979, 1990)
- Live in New York (1949; with Lee Konitz, Warne Marsh, Billy Bauer u. a., compil. 2004 by Jazz Door)
- Crosscurrents Capitol 1949 (als Album veröffentlicht erst 1972)
- Descent into the Maelstrom, Inner City 1952
- Lennie Tristano (Atlantic, 1956)
- The New Tristano (Atlantic, 1961)
- Concert in Copenhagen (aufgenommen 1965, Jazz Records 1997)
- The Duo Sessions (Dot Time, ed. 2020)
- Personal Recordings 1946-1970 (Mosaic/Dot Time, ed. 2021)

## Sammlung
- The Complete Atlantic Recordings of Lennie Tristano, Lee Konitz & Warne Marsh (1955-58) – (Mosaic – 1997) – 10 LPs oder 6 CDs – Lennie Tristano p mit Lee Konitz, Gene Ramey, Art Taylor, Peter Ind, Jeff Morton dm – Lee Konitz as mit Sal Mosca, Peter Ind, Dick Scott dm, Billy Bauer, Arnold Fishkind b, Jimmy Rowles, Leroy Vinnegar, Shelly Manne, Don Ferrara – Lee Konitz & Warne Marsh ts mit Sal Mosca, Billy Bauer, Oscar Pettiford, Kenny Clarke, Ronnie Ball p – Warne Marsh mit Ronnie Ball, Paul Chambers, Philly Joe Jones, Paul Motian